# 31576 Nandigala
31576 Nandigala este un asteroid din centura principală de asteroizi.

## Descriere
31576 Nandigala este un asteroid din centura principală de asteroizi. A fost descoperit pe 19 martie 1999 la Socorro, New Mexico, în cadrul proiectului LINEAR. Asteroidul prezintă o orbită caracterizată de o semiaxă mare de 2,59 ua, o excentricitate de 0,20 și o înclinație de 3,3° în raport cu ecliptica.